# Unicodeblock Manichäisch
Der Unicodeblock Manichäisch (engl. Manichaean, U+10AC0 bis U+10AFF) enthält Zeichen der manichäischen Schrift, die in Texten in mittelpersischer Sprache verwendet wurde.

## Liste
Die Zeichen U+10AE5 und 10AE6 haben die bidirektionale Klasse "Markierung ohne Extrabreite", alle anderen die Klasse "rechts nach links".
| Unicodenummer   | Zeichen (400 %) | Kategorie                               | Offizielle Bezeichnung                       | Beschreibung                                       |
| --------------- | --------------- | --------------------------------------- | -------------------------------------------- | -------------------------------------------------- |
| U+10AC0 (68288) | 𐫀               | anderer Buchstabe, Silbe oder Ideogramm | MANICHAEAN LETTER ALEPH                      | Manichäischer Buchstabe Aleph                      |
| U+10AC1 (68289) | 𐫁               | anderer Buchstabe, Silbe oder Ideogramm | MANICHAEAN LETTER BETH                       | Manichäischer Buchstabe Beth                       |
| U+10AC2 (68290) | 𐫂               | anderer Buchstabe, Silbe oder Ideogramm | MANICHAEAN LETTER BHETH                      | Manichäischer Buchstabe Bheth                      |
| U+10AC3 (68291) | 𐫃               | anderer Buchstabe, Silbe oder Ideogramm | MANICHAEAN LETTER GIMEL                      | Manichäischer Buchstabe Gimel                      |
| U+10AC4 (68292) | 𐫄               | anderer Buchstabe, Silbe oder Ideogramm | MANICHAEAN LETTER GHIMEL                     | Manichäischer Buchstabe Ghimel                     |
| U+10AC5 (68293) | 𐫅               | anderer Buchstabe, Silbe oder Ideogramm | MANICHAEAN LETTER DALETH                     | Manichäischer Buchstabe Daleth                     |
| U+10AC6 (68294) | 𐫆               | anderer Buchstabe, Silbe oder Ideogramm | MANICHAEAN LETTER HE                         | Manichäischer Buchstabe He                         |
| U+10AC7 (68295) | 𐫇               | anderer Buchstabe, Silbe oder Ideogramm | MANICHAEAN LETTER WAW                        | Manichäischer Buchstabe Waw                        |
| U+10AC8 (68296) | 𐫈               | anderes Symbol                          | MANICHAEAN SIGN UD                           | Manichäisches Zeichen Ud                           |
| U+10AC9 (68297) | 𐫉               | anderer Buchstabe, Silbe oder Ideogramm | MANICHAEAN LETTER ZAYIN                      | Manichäischer Buchstabe Zajin                      |
| U+10ACA (68298) | 𐫊               | anderer Buchstabe, Silbe oder Ideogramm | MANICHAEAN LETTER ZHAYIN                     | Manichäischer Buchstabe Zhajin                     |
| U+10ACB (68299) | 𐫋               | anderer Buchstabe, Silbe oder Ideogramm | MANICHAEAN LETTER JAYIN                      | Manichäischer Buchstabe Jajin                      |
| U+10ACC (68300) | 𐫌               | anderer Buchstabe, Silbe oder Ideogramm | MANICHAEAN LETTER JHAYIN                     | Manichäischer Buchstabe Jhajin                     |
| U+10ACD (68301) | 𐫍               | anderer Buchstabe, Silbe oder Ideogramm | MANICHAEAN LETTER HETH                       | Manichäischer Buchstabe Heth                       |
| U+10ACE (68302) | 𐫎               | anderer Buchstabe, Silbe oder Ideogramm | MANICHAEAN LETTER TETH                       | Manichäischer Buchstabe Teth                       |
| U+10ACF (68303) | 𐫏               | anderer Buchstabe, Silbe oder Ideogramm | MANICHAEAN LETTER YODH                       | Manichäischer Buchstabe Yodh                       |
| U+10AD0 (68304) | 𐫐               | anderer Buchstabe, Silbe oder Ideogramm | MANICHAEAN LETTER KAPH                       | Manichäischer Buchstabe Kaph                       |
| U+10AD1 (68305) | 𐫑               | anderer Buchstabe, Silbe oder Ideogramm | MANICHAEAN LETTER XAPH                       | Manichäischer Buchstabe Xaph                       |
| U+10AD2 (68306) | 𐫒               | anderer Buchstabe, Silbe oder Ideogramm | MANICHAEAN LETTER KHAPH                      | Manichäischer Buchstabe Khaph                      |
| U+10AD3 (68307) | 𐫓               | anderer Buchstabe, Silbe oder Ideogramm | MANICHAEAN LETTER LAMEDH                     | Manichäischer Buchstabe Lamedh                     |
| U+10AD4 (68308) | 𐫔               | anderer Buchstabe, Silbe oder Ideogramm | MANICHAEAN LETTER DHAMEDH                    | Manichäischer Buchstabe Dhamedh                    |
| U+10AD5 (68309) | 𐫕               | anderer Buchstabe, Silbe oder Ideogramm | MANICHAEAN LETTER THAMEDH                    | Manichäischer Buchstabe Thamedh                    |
| U+10AD6 (68310) | 𐫖               | anderer Buchstabe, Silbe oder Ideogramm | MANICHAEAN LETTER MEM                        | Manichäischer Buchstabe Mem                        |
| U+10AD7 (68311) | 𐫗               | anderer Buchstabe, Silbe oder Ideogramm | MANICHAEAN LETTER NUN                        | Manichäischer Buchstabe Nun                        |
| U+10AD8 (68312) | 𐫘               | anderer Buchstabe, Silbe oder Ideogramm | MANICHAEAN LETTER SAMEKH                     | Manichäischer Buchstabe Samech                     |
| U+10AD9 (68313) | 𐫙               | anderer Buchstabe, Silbe oder Ideogramm | MANICHAEAN LETTER AYIN                       | Manichäischer Buchstabe Ajin                       |
| U+10ADA (68314) | 𐫚               | anderer Buchstabe, Silbe oder Ideogramm | MANICHAEAN LETTER AAYIN                      | Manichäischer Buchstabe Aajin                      |
| U+10ADB (68315) | 𐫛               | anderer Buchstabe, Silbe oder Ideogramm | MANICHAEAN LETTER PE                         | Manichäischer Buchstabe Pe                         |
| U+10ADC (68316) | 𐫜               | anderer Buchstabe, Silbe oder Ideogramm | MANICHAEAN LETTER FE                         | Manichäischer Buchstabe Fe                         |
| U+10ADD (68317) | 𐫝               | anderer Buchstabe, Silbe oder Ideogramm | MANICHAEAN LETTER SADHE                      | Manichäischer Buchstabe Tzadhe                     |
| U+10ADE (68318) | 𐫞               | anderer Buchstabe, Silbe oder Ideogramm | MANICHAEAN LETTER QOPH                       | Manichäischer Buchstabe Koph                       |
| U+10ADF (68319) | 𐫟               | anderer Buchstabe, Silbe oder Ideogramm | MANICHAEAN LETTER XOPH                       | Manichäischer Buchstabe Xoph                       |
| U+10AE0 (68320) | 𐫠               | anderer Buchstabe, Silbe oder Ideogramm | MANICHAEAN LETTER QHOPH                      | Manichäischer Buchstabe Khoph                      |
| U+10AE1 (68321) | 𐫡               | anderer Buchstabe, Silbe oder Ideogramm | MANICHAEAN LETTER RESH                       | Manichäischer Buchstabe Resch                      |
| U+10AE2 (68322) | 𐫢               | anderer Buchstabe, Silbe oder Ideogramm | MANICHAEAN LETTER SHIN                       | Manichäischer Buchstabe Schin                      |
| U+10AE3 (68323) | 𐫣               | anderer Buchstabe, Silbe oder Ideogramm | MANICHAEAN LETTER SSHIN                      | Manichäischer Buchstabe Sschin                     |
| U+10AE4 (68324) | 𐫤               | anderer Buchstabe, Silbe oder Ideogramm | MANICHAEAN LETTER TAW                        | Manichäischer Buchstabe Taw                        |
| U+10AE5 (68325) | 𐫥                | Markierung ohne Extrabreite             | MANICHAEAN ABBREVIATION MARK ABOVE           | Manichäisches Abkürzungszeichen oberhalb           |
| U+10AE6 (68326) | 𐫦                | Markierung ohne Extrabreite             | MANICHAEAN ABBREVIATION MARK BELOW           | Manichäisches Abkürzungszeichen unterhalb          |
| U+10AEB (68331) | 𐫫               | anderes Zahlzeichen                     | MANICHAEAN NUMBER ONE                        | Manichäische Zahl Eins                             |
| U+10AEC (68332) | 𐫬               | anderes Zahlzeichen                     | MANICHAEAN NUMBER FIVE                       | Manichäische Zahl Fünf                             |
| U+10AED (68333) | 𐫭               | anderes Zahlzeichen                     | MANICHAEAN NUMBER TEN                        | Manichäische Zahl Zehn                             |
| U+10AEE (68334) | 𐫮               | anderes Zahlzeichen                     | MANICHAEAN NUMBER TWENTY                     | Manichäische Zahl Zwanzig                          |
| U+10AEF (68335) | 𐫯               | anderes Zahlzeichen                     | MANICHAEAN NUMBER ONE HUNDRED                | Manichäische Zahl Einhundert                       |
| U+10AF0 (68336) | 𐫰               | andere Interpunktion                    | MANICHAEAN PUNCTUATION STAR                  | Manichäische Punktion Stern                        |
| U+10AF1 (68337) | 𐫱               | andere Interpunktion                    | MANICHAEAN PUNCTUATION FLEURON               | Manichäische Punktion Aldusblatt                   |
| U+10AF2 (68338) | 𐫲               | andere Interpunktion                    | MANICHAEAN PUNCTUATION DOUBLE DOT WITHIN DOT | Manichäische Punktion Punkte innerhalb Doppelpunkt |
| U+10AF3 (68339) | 𐫳               | andere Interpunktion                    | MANICHAEAN PUNCTUATION DOT WITHIN DOT        | Manichäische Punktion Punkt Innerhalb Punkt        |
| U+10AF4 (68340) | 𐫴               | andere Interpunktion                    | MANICHAEAN PUNCTUATION DOT                   | Manichäische Punktion Punkt                        |
| U+10AF5 (68341) | 𐫵               | andere Interpunktion                    | MANICHAEAN PUNCTUATION TWO DOTS              | Manichäische Punktion Doppelpunkt                  |
| U+10AF6 (68342) | 𐫶               | andere Interpunktion                    | MANICHAEAN PUNCTUATION LINE FILLER           | Manichäische Punktion Linienfüller                 |